# Archidiocèse de Potenza-Muro Lucano-Marsico Nuovo
L'archidiocèse de Potenza-Muro Lucano-Marsico Nuovo (en latin : Archidioecesis Potentina-Murana-Marsicensis ; en italien : Arcidiocesi di Potenza-Muro Lucano-Marsico Nuovo) est un archidiocèse métropolitain de l'Église catholique d'Italie appartenant à la région ecclésiastique de la Basilicate.

## Territoire
L'archidiocèse est situé dans la province de Potenza, les autres parties de cette province sont partagées par l'archidiocèse d'Acerenza, le diocèse de Melfi-Rapolla-Venosa, le diocèse de Tricarico, le diocèse de Tursi-Lagonegro (ces deux derniers sont aussi dans une partie de la province de Matera) ; tous ces diocèses sont ses suffragants tout comme l'archidiocèse de Matera-Irsina qui est dans la province de Matera. Son territoire couvre une superficie de 1 634 km2 divisé en 64 paroisses regroupées en 6 archidiaconés.
Le siège archiépiscopal est dans la ville de Potenza où se trouve la cathédrale Saint-Gérard. Les deux cocathédrales de l'archidiocèse gardent le souvenir des anciens diocèses : la cocathédrale Saint-Nicolas de Muro Lucano et la cocathédrale de l'Assomption et de saint Georges. Sur le diocèse, deux autres églises ont le rang de basilique mineure : la basilique pontificale Santa-Maria del Carmine d'Avigliano et le sanctuaire de la Vierge Noire du Sacro Monte di Viggiano (it).

## Histoire
L'archidiocèse actuel est le fruit de l'union de trois diocèses distincts (Potenza, Muro Lucano, et Marsico Nuovo) par le décret Instantibus votis de la congrégation pour les évêques du 30 septembre 1986.

### Diocèse de Muro Lucano
Le diocèse de Muro Lucano est érigé à une époque incertaine dans la première moitié du XIe siècle, à une époque où la ville fait partie de la principauté de Salerne. Le 1er évêque documenté est Leone, qui participe à un synode romain en 1050 sous le pontificat de Léon IX et signe le décret de canonisation de saint Gérard de Toul. Le diocèse était suffragant de l'archidiocèse de Conza.
À Leone succède probablement Eustachio, qui prend part au premier concile de Melfi (it) en 1059. Au début du XIIe siècle, on connaît l'évêque Gaudino, qui participe à la consécration de l'église San Sabino à Canosa (1101) et figure dans un décret de 1105. L'évêque Roberto est responsable de la consécration de la cathédrale de Muro en 1169.
Pendant le grand schisme d'Occident, l'évêque Antonio, qui rejoint l'obédience d'Avignon, risque une condamnation à mort du roi de Naples. Réfugié au château de Buccino, il continue de gouverner le diocèse à partir de cet endroit que l'antipape Clément VII érige en nouveau diocèse (connu sous le nom de siège Polsinensis ou Bolsinensis) au lieu de Muro. Il est remplacé par un autre évêque d'Avignon, également nommé Antonio (1395), nommé par l'antipape Benoît XIII.
De la période post-tridentine, mentionnons en particulier l'évêque Filesio Cittadini (1562-1572), fondateur du séminaire diocésain et organisateur du premier synode en 1565. Souvent, les évêques doivent faire face à un clergé réticent pour accepter les réformes du concile. Ainsi l'évêque Giovanni Carlo Coppola (1643-1652), connu pour être l'auteur de poèmes et de textes de littérature sacrée, organise un synode en 1645 pour lutter contre la propagation de la magie, de l'usure et de l'astrologie, mais l'opposition du clergé rend inutile la mise en œuvre des décrets synodaux.
En 1728, l'évêque Domenico Antonio Manfredi (1724-1738) consacre la nouvelle cathédrale dédiée à l'Assomption, et s'efforce de réformer son diocèse : il réorganise le chapitre, réglemente le séminaire, tient des visites pastorales annuelles, organise dix synodes, institue des monts frumentaires (it) et des monts-de-piété, met en ordre les actes des biens ecclésiastiques et crée des archives pour conserver les documents. 
C'est pendant son épiscopat que naît à Muro saint Gérard Majella, patron du diocèse. En 1800, saint Justin de Jacobis naît à San Fele ;  il devient missionnaire lazariste en Éthiopie et co-patron de la Basilicate.
Le 2 juillet 1954, après neuf siècles, Muro Lucano est séparé du siège métropolite de Conza et devient une partie de la province ecclésiastique de l'archidiocèse d'Acerenza. Le 21 août 1976, il change à nouveau de province ecclésiastique et devient suffragant de l'archidiocèse de Potenza.
Au cours des années 70, le diocèse subit une réduction considérable de son territoire. Le 31 mars 1973, les paroisses de Ricigliano et de Romagnano al Monte sont cédées au diocèse de Campagna. Le 8 septembre 1976, les municipalités de Rapone, Ruvo del Monte et San Fele passent au diocèse de Melfi.

### Diocèse de Marsico Nuovo
Le diocèse de Marsico Nuovo tire son origine de l'ancien diocèse de Grumentum (it) dont on connaît trois évêques : Sempronius Atto, qui a vécu dans la seconde moitié du IVe siècle ; Giuliano ou Tulliano, mentionné dans une lettre du pape Pélage Ier datant de 558/560 ; et Rodolfo Alano mentionné dans la Gesta Sancti Laverii qui vécut dans une période indéterminée. Selon la Gesta, c'est la destruction de Grumentum par les Sarrazins au IXe siècle qui entraîne la translation du siège à Marsico Nuovo ; en réalité, c'est probablement la décadence de la ville après le VIe siècle qui cause la fin du diocèse, comme il en ressort de récentes sources archéologiques. Cependant, aux XIe siècle et XIIe siècle, les évêques de Marsico n’ont toujours pas renoncé à l’ancien titre ; par exemple, l’évêque Giovanni, en 1095, signe  Episcopus sanctae sedis Grumentinae in civitate Marsico ; et en 1123, l'évêque Leone Grumentinae sedis pontifex.
Le diocèse de Marsico Nuovo est créé au XIe siècle ; il devient suffragant de l'archidiocèse de Salerne le 24 mars 1058 par une bulle du pape Étienne IX. C'est la première mention historiquement fiable du diocèse de Marsico ; Certains évêques, du VIIIe siècle au XXe siècle, attribués à ce siège sont historiquement incertains et ne sont pas admis par la critique moderne. Le premier évêque certain de Marsico est Gisulfo, mentionné dans un certificat de donation de 1089.
La cathédrale, dédiée à l'Assomption et à saint Georges, est reconstruite après la destruction par les Sarrasins et consacrée en 1131 par l'évêque Enrico. Le diocèse primitif comprenait les territoires de Marsico, Marsicovetere, Viggiano et Sasso. Plusieurs abbayes bénédictines sont construites sur le territoire diocésain, qui dépendent de l'Abbaye de Cava jusqu'au XIVe siècle ; il s'agit notamment du prieuré de San Giovanni di Marsicovetere, de l'abbaye de Santo Stefano di Marsico (aujourd'hui église de San Gianuario), de l'église de San Marco située sur le territoire de Sasso di Castalda, du fief de l'abbaye de Tramutola.
Sur le territoire de Marsico, la dévotion à deux martyrs locaux se répandit rapidement ; le premier est saint Lavérius (it), qui est martyrisé en 312 à Grumentum et dont la vie est racontée dans la Gesta Sancti Laverii, écrite en 1162 par Roberto di Romana, diacre de Saponara ; le second est saint Janvier de Carthage (it), qui selon la tradition, est un évêque de Carthage qui évangélise le territoire de Marsico et subit le martyre en 282.
Parmi les évêques post-tridentins, on se souvient particulièrement de Giuseppe Cianti (1640-1656) : en 1643, il célèbre un synode pour la mise en œuvre du concile ; il reconstruit la cathédrale, crée le séminaire diocésain  et les archives diocésaines. Comme indiqué dans le compte rendu de la visite ad limina de 1594, le diocèse comprend huit territoires : Marsico, Marsicovetere, Viggiano, Saponara, Sarconi, Moliterno, Sasso et Brienza. 
Le 27 juin 1818, le diocèse de Marsico Nuovo est uni aeque principaliter du diocèse de Potenza avec la bulle De utiliori du pape Pie VII ; mais les provinces ecclésiastiques respectives restent distinctes.
Le 2 juillet 1954, Marsico Nuovo devient une partie de la province ecclésiastique de l'archidiocèse d'Acerenza. Le 21 août 1976, il devient suffragant de l'archidiocèse de Potenza. Le 8 septembre suivant, les municipalités de Sarconi et de Moliterno sont cédées au diocèse d'Anglona-Tursi.

### Diocèse de Potenza
Le diocèse de Potenza est documenté pour la première fois depuis la fin du Ve siècle. Le premier évêque connu est Erculentius, qui reçoit deux lettres du pape Gélase Ier, écrites entre 494 et 496. Après des siècles de silence, le siège de Potenza réapparaît au XIe siècle parallèlement à la réorganisation ecclésiastique de la région opérée par les Normands. Potenza est mentionné dans les suffragants de l'archidiocèse d'Acerenza dans le privilège accordé par le pape Alexandre II le 13 avril 1068 à l'archevêque Arnaldo. Le premier évêque documenté après la restauration du diocèse est Bruno, mentionné dans un autre décret d’Alexandre II en 1068. De 1111 à 1119, l'évêque de Potenza est saint Gérard, qui construit la cathédrale et qui est aujourd'hui le saint patron de l'archidiocèse. Son successeur, Manfred, écrit la vie du saint évêque et accueille dans la ville le pape Innocent II et l'empereur Lothaire de Supplinbourg le 18 juillet 1137.
Au XIVe siècle, l'évêque Angelo (1419-1429) est conseiller de la reine Jeanne II de Naples. L'évêque Antonio Angeli (1450-1463) apporte une attention particulière à la cathédrale, qu'il dote de meubles sacrés et de magnifiques objets en argent. Parmi les évêques post-tridentins, il faut mentionner Tiberio Carafa qui fait deux visites pastorales en 1566 et en 1571 ; Sebastiano Barnaba, dont on connaît le premier compte rendu de la visite ad limina faite en 1592 ; Bonaventura Claver, qui organise le premier synode diocésain en 1653, avec des dispositions visant à réformer la liturgie et la piété, et qui achève la construction du séminaire commencé par Mgr Achille Caracciolo (1616-1623).
Durant la révolution française le diocèse est secoué par des émeutes qui enflamment Potenza et d'autres viles du diocèse, faisant des centaines de morts ; cette atmosphère de tension n’est pas étrangère à la mort tragique de l’évêque Giovanni Andrea Serrao, partisan actif de la République parthénopéenne de 1799. 
Le 27 juin 1818, le diocèse de Potenzo est uni aeque principaliter au diocèse de Marsico Nuovo par la bulle De utiliori du pape Pie VII.
En raison des révoltes révolutionnaires de 1820-1822, l'évêque Giuseppe Maria Botticelli ne peut prendre possession du diocèse à cause de l'opposition de son clergé et doit être transféré à Gallipoli. Le successeur Pietro Ignazio Marolda (1822-1837) rencontre une forte opposition du clergé de Potenza qui n'accepte pas certaines réformes portant atteinte à leurs droits et aux décisions du synode annoncées par l'évêque en 1834 ; finalement, Marolda doit également être transféré à Pouzzoles. Au cours de la difficile phase de transition vers l'unification de l'Italie, l'évêque Michelangelo Pieramico est accusé, avec d'autres prêtres, de complot contre le souverain napolitain. Il est accusé lors d'un procès mais finalement complètement acquitté des accusations (1852).
En 1930, Augusto Bertazzoni (1930-1966) est nommé évêque de Potenza et Marsico, qui, pour plus d'efficacité dans la gestion des deux diocèses et pour renforcer davantage l'union, fusionnent les deux curies diocésaines et suppriment la double figure du vicaire général, nommant un délégué épiscopal à Marsico. Sa cause de béatification commence en 1995. 
Le 11 février 1973, en vertu de la bulle  Cum Italicas du pape Paul VI, le diocèse de Potenza est élevé au rang d'archidiocèse immédiatement soumis au Saint-Siège. Le 21 août 1976, avec la bulle Quo aptius du pape Paul VI, l'archidiocèse de Potenza devient siège métropolitain. Au cours des années 1970, l'archidiocèse voit son territoire s'élargir considérablement.

### Archidiocèse de Potenza-Muro Lucano-Marsico Nuovo
Le 27 juin 1818, le diocèse de Potenzo et celui de Marsico Nuovo sont unis aeque principaliter par la bulle De utiliori du pape Pie VII. Le 5 mars 1973, l’archevêque de Potenza (et évêque de Marsico Nuovo), Aurelio Sorrentino, est également nommé évêque de Muro Lucano, siège qui était vacant depuis trois ans, réunissant les trois diocèses in persona episcopi.
Le 30 septembre 1986, par le décret Instantibus votis de la congrégation pour les évêques, l'archidiocèse de Potenza et les diocèses de Marsico Nuovo et de Muro Lucano sont pleinement unis et la province ecclésiastique prend son nom actuel.

## Sources
- (it) Cet article est partiellement ou en totalité issu de l’article de Wikipédia en italien intitulé « Arcidiocesi di Potenza-Muro Lucano-Marsico Nuovo » (voir la liste des auteurs).
- (en) Catholic-Hierarchy

### Articles liés
- Liste des diocèses et archidiocèses d'Italie
- Église catholique en Italie